# Tipula (Lunatipula) korovini
Tipula (Lunatipula) korovini is een tweevleugelige uit de familie langpootmuggen (Tipulidae). De soort komt voor in het Palearctisch gebied.